# Ichala Yellapur, Savanur
Ichala Yellapur là một làng thuộc tehsil Savanur, huyện Haveri, bang Karnataka, Ấn Độ.